# Волковский сельсовет (Витебская область)
Волковский сельсовет (бел. Валкоўскі сельсавет) — упразднённая административная единица на территории Поставского района Витебской области Белоруссии. Административный центр — деревня Волки.

## Географическое положение
Расположен в юго-восточной части района. По территории сельсовета проходит автомобильная дорога Р45 (Полоцк — Глубокое — граница Литовской Республики (Котловка)).

## История
7 июля 2023 года Волковский и Дуниловичский сельсоветы объединены в одну административно-территориальную единицу – Дуниловичский сельсовет, с включением в его состав земельных участков Волковского сельсовета.

## Население
На территории сельсовета, занимающей 158 км², проживает 760 человек.

## Состав
Волковский сельсовет включает 33 населённых пункта:
- Веретеи — деревня.
- Волки — деревня.
- Вороновка — деревня.
- Гайдуки — деревня.
- Горановщина — деревня.
- Гиголы — деревня.
- Гиньки — деревня.
- Глинские — деревня.
- Даровое — деревня.
- Дрозды — деревня.
- Жданы — деревня.
- Жуково — деревня.
- Завличье-Новое — деревня.
- Зарудье — деревня.
- Коловцы — деревня.
- Кривое-2 — деревня.
- Куриловичи — деревня.
- Лазовики — деревня.
- Ласица — деревня.
- Ляховщина — деревня.
- Мартинелевичи — деревня.
- Мартули — деревня.
- Матейки — деревня.
- Маштарки — деревня.
- Норица — деревня.
- Петровичи — деревня.
- Плешкуны — деревня.
- Редьковщина — деревня.
- Сороки — деревня.
- Сосновщина — деревня.
- Станилевичи — деревня.
- Христово — деревня.
- Янчуки — деревня.

## Достопримечательности
На территории сельсовета, в деревне Ласица расположен памятник архитектуры XIX века: Храм Покрова и Пресвятой Богородицы, время возведения — 1853 год.
Также в районе деревни Сороки сохранился памятник археологии, датированный первым тысячелетием нашей эры. Городище — место стоянки, захоронения людей, охраняется государством.